# Рихард Линднер
Рихард Линднер (Хамбург, 11. новембар 1901 — Њујорк, 16. април 1978) био је амерички сликар немачког порекла.
Линднерово дело је имало елементе карикатуре која је била карактеристична за тзв. покрета у Немачкој "Нову стварност" у 1920-тим годинама која се спајала са америчком рекламном уметношћу и њеном светлећом бојом. Он је као јеврејин из Нирнберга где се преселила његова породица после свог рођења у Хамбургу и где је почео своје студије, емигрирао у САД за време Хитлеровог прогона јевреја.